# Jaswant Singh Rajput
Jaswant Singh Rajput, né vers 1926 à Delhi et mort le 28 janvier 2015 à Calcutta, est un joueur indien de hockey sur gazon.

## Biographie
Il participe avec l'équipe nationale de hockey aux Jeux olympiques d'été de 1948, et remporte la médaille d'or,,.